# Hybos tibialis
Hybos tibialis är en tvåvingeart som först beskrevs av Mario Bezzi 1912.  Hybos tibialis ingår i släktet Hybos och familjen puckeldansflugor. Inga underarter finns listade i Catalogue of Life.